# Cratospila storeyi
Cratospila storeyi är en stekelart som beskrevs av Robert A.Wharton 2002. Cratospila storeyi ingår i släktet Cratospila och familjen bracksteklar. Inga underarter finns listade i Catalogue of Life.